# Об'єднані Арабські Емірати на Чемпіонаті світу з водних видів спорту 2015
Об'єднані Арабські Емірати взяли участь у Чемпіонаті світу з водних видів спорту 2015, який пройшов у Казані (Росія) від 24 липня до 9 серпня.

## Плавання на відкритій воді
Один спортсмен Об'єднаних Арабських Еміратів кваліфікувався на змагання з плавального марафону на відкритій воді.
| Спортсмен          | Дисципліна       | Час       | Місце |
| ------------------ | ---------------- | --------- | ----- |
| Абдулла Аль-Балуші | 5 км (чоловіки)  | 1:09:39.3 | 47    |
| Абдулла Аль-Балуші | 10 км (чоловіки) | 2:14:43.3 | 67    |

## Плавання
Еміратські плавці виконали кваліфікаційні нормативи в дисциплінах, які наведено в таблиці (не більш як 2 плавці на одну дисципліну за часом нормативу A, і не більш як 1 плавець на одну дисципліну за часом нормативу B):
Чоловіки
| Спортсмен         | Дисципліна     | Попередній заплив | Попередній заплив | Півфінал        | Півфінал        | Фінал           | Фінал           |
| Спортсмен         | Дисципліна     | Час               | Місце             | Час             | Місце           | Час             | Місце           |
| ----------------- | -------------- | ----------------- | ----------------- | --------------- | --------------- | --------------- | --------------- |
| Мубарак Аль-Бешер | 100 м брасом   | 1:09.08           | 70                | Завершив виступ | Завершив виступ | Завершив виступ | Завершив виступ |
| Якуб Аль-Сааді    | 50 м на спині  | 28.04             | 55                | Завершив виступ | Завершив виступ | Завершив виступ | Завершив виступ |
| Якуб Аль-Сааді    | 100 м на спині | 1:01.04           | 60                | Завершив виступ | Завершив виступ | Завершив виступ | Завершив виступ |

Жінки
| Спортсменка      | Дисципліна     | Попередній заплив | Попередній заплив | Півфінал         | Півфінал         | Фінал            | Фінал            |
| Спортсменка      | Дисципліна     | Час               | Місце             | Час              | Місце            | Час              | Місце            |
| ---------------- | -------------- | ----------------- | ----------------- | ---------------- | ---------------- | ---------------- | ---------------- |
| Нада Аль-Бедваві | 100 м на спині | 1:35.83           | 66                | Завершила виступ | Завершила виступ | Завершила виступ | Завершила виступ |
| Алія Аль-Шамсі   | 100 м брасом   | DSQ               | DSQ               | Завершила виступ | Завершила виступ | Завершила виступ | Завершила виступ |